# Rod (slovenska mitologija)
Rod je biće iz slovenske mitologije za koje u nauci još uvek postoji nedoumica oko toga da li predstavlja božanstvo ili mitološko biće. Sa Rodom se obično pominju i Rožanice ili Rožanjice.

## Rod kao božanstvo
Rod je bio stvoritelj. On zapravo jeste sve što postoji. Rođen je sam od sebe. Rod zapravo predstavlja monoteističku stranu staroslovenske religije. Iako postoji mnogo bogova u kod Slovena, Rod zapravo predstavlja Boga kakvog ga znaju današnje monoteističke religije. Kad je završio svoj cilj, on je mogao da nestane. Rod postaje princip i prestaje da se pojavljuje kao Bog, prestaje da se meša u živote smrtnika i bogova direktno, ali on je uvek tu prisutan i principi koje on predstavlja utiču na sve. On je u svemu, zapravo, on je osnova svega. Sve vidljivo i nevidljivo predstavlja Roda. Rod je obožavan i na drugi način, međutim i taj način ima veze sa postojanjem. Rod je zaštitnik uroda, rođenja, porodice. Sve ove imenice u svim slovenskim jezicima imaju u korenu reč „rod”. Rođak, rodbina, porod, priroda, narod, sve su to reči koje u svom korenu sadrže „rod”.

## Rod kao mitsko biće
Međutim u istorijskim izvorima je Rod poznat samo kao mitloško biće zajedno sa Rožanicama. Po istim tim izvorima ova mitološka bića utiču na sudbinu čoveka. Po Ljubinku Radenkoviću težnja mnogih mitologa da svrstaju Roda među bogove nije tačna, već Rod predstavlja jedinstvo svih predaka. Zapravo on bi bio princip ili entitet koji bi sjedinjavao sve prethodne generacije jedne porodice.